# Sceptridium
Sceptridium je biljni rod iz porodice Ophioglossaceae smješten u potporodicu Botrychioideae. 
Postoje 23 priznate vrste i 6 hibrida iz umjerenih područja širom svijeta.

## Vrste
1. Sceptridium atrovirens Sahashi
2. Sceptridium australe Lyon
3. Sceptridium biforme Lyon
4. Sceptridium biternatum (Savigny) Lyon
5. Sceptridium daucifolium (Wall. ex Hook. & Grev.) Lyon
6. Sceptridium decompositum (M. Martens & Galeotti) Lyon
7. Sceptridium dissectum (Spreng.) Lyon
8. Sceptridium formosanum (Tagawa) Holub
9. Sceptridium japonicum (Prantl) Lyon
10. Sceptridium javanicum Sahashi
11. Sceptridium jenmanii (Underw.) Lyon
12. Sceptridium lunarioides (Michx.) Holub
13. Sceptridium microphyllum Sahashi
14. Sceptridium multifidum (S. G. Gmel.) Nishida ex Tagawa
15. Sceptridium nipponicum (Makino) Holub
16. Sceptridium oneidense (Gilbert) Holub
17. Sceptridium robustum (Rupr.) Lyon
18. Sceptridium rugulosum (W. H. Wagner) Skoda & Holub
19. Sceptridium schaffneri (Underw.) Lyon
20. Sceptridium subbifoliatum (Brack.) Lyon
21. Sceptridium ternatum (Thunb.) Lyon
22. Sceptridium triangularifolium Sahashi
23. Sceptridium underwoodianum (Maxon) Lyon
24. Sceptridium × argutum Sahashi
25. Sceptridium × elegans Sahashi
26. Sceptridium × longistipitatum Sahashi
27. Sceptridium × pseudoternatum (Sahashi) comb. ined.
28. Sceptridium × pulchrum Sahashi
29. Sceptridium × silvicola (Sahashi) comb. ined.